# Tajna broń (film 1996)
Tajna broń (ang. Broken Arrow) – amerykański film sensacyjny z 1996 roku.

## Opis fabuły
Dwaj piloci wojskowi, major Vic Deakins i kapitan Riley Hale uczestniczą w ćwiczebnym locie bombowcem B3 nad stanem Utah. Znajdują się w nim 2 pociski z głowicami nuklearnymi. Podczas lotu Deakins próbuje zastrzelić Hale'a, lecz ten unika śmierci. Wywiązuje się szamotanina, po której Hale zostaje katapultowany, a następnie Vic przesyła do bazy meldunek o próbie przejęcia samolotu przez drugiego pilota. Tak naprawdę Vic chce sprzedać pociski terrorystom. Rozbija maszynę, uprzednio wypuszczając z niej głowice. W operację angażuje innych żołnierzy. Oddział poszukiwawczy odnajduje rakiety lecz zostaje zmasakrowany przez grupę najemników. Hale odzyskuje przytomność po upadku. Odnajduje go strażniczka parkowa Terry Carmichael. Chce go aresztować, lecz Riley stawia opór. Odbiera strażniczce rewolwer i mierzy do niej mowiąc, że potrzebuje jej pomocy, po czym oddaje jej broń. Ona zgadza się mu pomóc. Chwilę później oboje zostają zaatakowani przez śmigłowiec pilotowany przez ludzi Deakinsa. Hale strzela do pilota, po czym helikopter rozbija się o ścianę kanionu. Wściekła Terry żąda od Rileya, aby wyjaśnił jej, co tak naprawdę jest grane. Od tej pory razem ruszają śladem Deakinsa, by odzyskać groźną broń, zanim trafi w niepowołane ręce.

## Obsada
- John Travolta – Major Vic „Deak” Deakins
- Christian Slater – Kapitan Riley Hale
- Samantha Mathis – Terry Carmichael
- Delroy Lindo – Pułkownik Max Wilkins
- Bob Gunton – Pritchett
- Frank Whaley – Giles Prentice
- Howie Long – Kelly
- Vondie Curtis-Hall – Sam Rhodes